# اقتصاد المجر

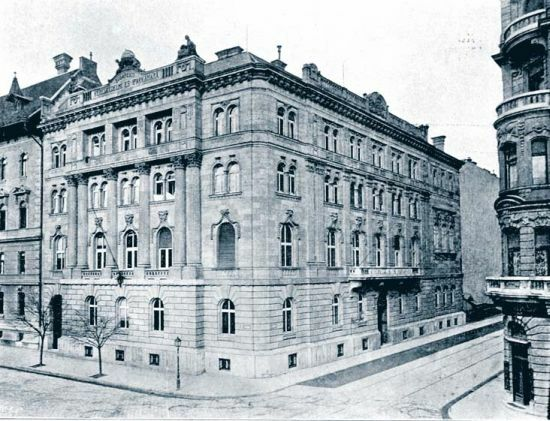
الغرفة التجارية الصناعية في بودابست، منذ بداية القرن العشرين.

يعتبر اقتصاد المجر اقتصادًا مختلطًا وعالي الدخل، ويصنف في المركز الرابع عشر كالاقتصاد الأكثر تعقيدًا وفقًا لمؤشر التعقيد الاقتصادي. تُعد المجر عضوًا في منظمة التعاون والتنمية الاقتصادية بمؤشر تنمية بشرية عالٍ جدًا، وقوى عاملة ماهرة، وهي أيضًا في المركز الثالث عشر عالميًا على صعيد التفاوت في الدخل. يعد الاقتصاد الهنغاري في المركز السابع والخمسين كأكبر اقتصاد في العالم (من بين 188 بلدًا حسب تصنيف صندوق النقد الدولي) بخارج سنوي قدره 265.037، وتحتل المركز التاسع والأربعين عالميًا من حيث إجمالي الناتج المحلي للفرد بقياس تعادل القوى الشرائية. تمتلك المجر اقتصادًا سوقيًا موجهًا للتصدير، مع تركيز كبير على التجارة الأجنبية، وهكذا تحتل المجر المركز الخامس والثلاثين كأكبر اقتصاد مصدّر عالميًا. حصل البلد على أكثر من 100 مليار دولار من الصادرات عام 2015، بفائض تجاري يبلغ 9.003 مليار دولار، ذهب منها 79% للاتحاد الأوروبي وكان منها 21% تجارة خارج الاتحاد. يملك القطاع الخاص في المجر 80% من القدرة الإنتاجية مع 39.1% ضرائب عامة، ما يمول اقتصاد الرعاية. ومن ناحية النفقات، يشكل الاستهلاك المنزلي المكون الرئيسي لإجمالي الناتج المحلي ويشغل 50% منه، ويتبعه تكوين رأس المال الثابت الإجمالي 22%، ونفقات الحكومة 20%. في ظل الصعوبات الاقتصادية في عام 2009، اضطرت المجر إلى طلب العون من صندوق النقد الدولي بمقدار 9 مليارات يورو.
تستمر المجر في كونها واحدة من الدول الرائدة في وسط وشرق أوروبا، وذلك باجتذابها للاستثمار الأجنبي المباشر، فكان وارد الاستثمار الأجنبي المباشر في المجر 119.8 مليار دولار في عام 2015، بينما تستثمر المجر أكثر من 50 مليار دولار في الخارج. واعتبارًا من 2015، كان شركاء التجارة الأهم لالمجر: ألمانيا والنمسا ورومانيا وسلوفاكيا وفرنسا وبولندا وإيطاليا وجمهورية التشيك. تتضمن الصناعات الرئيسية معالجة الطعام والدوائيات والمركبات الآلية وتكنولوجيا المعلومات والكيماويات والصناعات المعدنية والآلات والأدوات الكهربائية والسياحة (استقبلت المجر عام 2014 12.1 مليون سائح عالمي). تعتبر المجر أكبر منتج للإلكترونيات في وسط وشرق آسيا. يعد مجال التصنيع والبحث للإلكترونيات من بين الدوافع الرئيسية المحفزة للإبداع والنمو الاقتصادي في البلد. خلال العشرين عامًا الفائتة، نمت المجر لتصبح مركزًا رئيسيًا لتكنولوجيا الموبايلات وأمن المعلومات وأبحاث الهاردوير المتعلقة بها. بلغ معدل التوظيف في الاقتصاد 68.7% في يناير 2017، وتظهر بنية التوظيف سمات اقتصاديات ما بعد الصناعة، 63.2% من القوى العاملة موظفة في قطاع الخدمات، وتساهم الصناعة بمقدار 29.7%، بينما توظف الزراعة 7.1%. بلغ معدل البطالة 3.8% بين سبتمبر ونوفمبر 2017، فتراجع بذلك عن 11% خلال الأزمة المالية بين عامي 2007 و2008. تشكل المجر جزءًا من السوق الأوروبية الموحدة، والتي تمثل أكثر من 508 مليون مستهلك. تتحدد العديد من سياسات التجارة المحلية من خلال اتفاقيات بين أعضاء الاتحاد الأوروبي وتشريعات الاتحاد الأوروبي.
توجد شركات المجر الكبرى في سوق بورصة بودابست، كما أن مؤشر سوق بورصة المجر مدرج في سوق بورصة بودابست. ومن الشركات المعروفة: إم أو إل غروب وأوتي بي بانك وجيدن ريكتر بي إل سي وماغيار تيليكوم وسي آي جي بانونيا وإف اتش بي ببانك وزواك يونيكم. تملك المجر أيضًا عددًا كبيرًا من المنشآت الصغيرة والمتوسطة المتخصصة، مثلًا: العديد من موردي صناعة السيارات وشركات الإلكترونيات الناشئة وغيرها.
تعد بودابست العاصمة المالية والتجارية للمجر. تعتبر العاصمة محورًا اقتصاديًا هامًا، وتصنف كمدينة ألفا العالمية في دراسة قامت بها شبكة العولمة والبحث في المدن العالمية، وهي ثاني أسرع اقتصاد مدني نامٍ في أوروبا، وزاد إجمالي الناتج المحلي للفرد ضمن المدينة بمقدار 2.4% والتوظيف بمقدار 4.7% مقارنة بعام 2014 الفائت. وعلى الصعيد الوطني، تعد بودابست المدينة الأساسية للتجارة في المجر، وتمثل 39% من الدخل الوطني. يتجاوز إجمالي إنتاج المدينة الميتروبولي 100 مليار دولار في عام 2015، جاعلًا إياها واحدة من أكبر الاقتصاديات الإقليمية في الاتحاد الأوروبي. تصنف بودابست أيضًا من البلدان المئة الأعلى أداءً على صعيد إجمالي الناتج المحلي وفقًا لقياس برايس ووترهاوس كوبرز. وفي تصنيف تنافس المدن العالمية من قبل وحدة التحريات الاقتصادية، حلت بودابست في مركز أعلى من تل أبيب وليسبون وموسكو وجوانسبرغ وغيرها.
تحافظ المجر على عملتها الحالية، الفورنت الهنغاري، على الرغم من أن الاقتصاد يحقق معايير ماستريخت باستثناء الدين العام، لكن نسبة الدين العام إلى إجمالي الناتج المحلي أقل بكثير من معدل الاتحاد الأوروبي، فكانت 75.3% في 2015. تأسس البنك الوطني الهنغاري في عام 1924 بعد حل الإمبراطورية النمساوية الهنغارية، ويعمل الآن على ثبات السعر بهدف تضخم قدره 3%.
جاءت المجر في المركز 35 في مؤشر الابتكار العالمي عام 2023، وتراجعت للمركز 36 في مؤشر 2024.

## تاريخ اقتصاد المجر

### الخصخصة في المجر
في يناير 1990، تأسست وكالة الخصخصة الدولية «وكالة أملاك الدولة» SPA لإدارة أولى خطوات الخصخصة. قررت الحكومة أن تبيع أملاك الدولة للناس عوضًا عن توزيعها مجانًا، وذلك بسبب دين المجر الأجنبي الذي يبلغ 21.2 مليار دولار. هوجمت وكالة الخصخصة الدولية من قبل مجموعات شعبوية، بسبب امتلاك إدارة العديد من الشركات الحق بإيجاد البائعين ومناقشة اتفاقية البيع معهم وبالتالي «سرقة» الشركة. ومن الأسباب الأخرى لعدم الرضى هو قيام الشركة بعرض إعانات ضريبية واستثمارات مالية والتي قد تكلف أحيانًا أكثر من سعر بيع الشركة. فضلًا عن الاستحواذ على الشركات، أطلق المستثمرون الأجانب العديد من «الاستثمارات في مجالات جديدة».
قررت حكومة المنتدى الديمقراطي الهنغاري ليمين الوسط في 1990-1994 إنهاء التعاونات الزراعية بفصلها وإعطاء الآليات والأرض للأعضاء السابقين. قررت الحكومة أيضًا سن قانون للتعويضات من أجل تقديم قسائم للناس الذين امتلكوا الأرض في السابق قبل أن يتم تأميمها في عام 1948. بمقدور هؤلاء الناس (أو أحفادهم) تبديل القسائم مقابل أرض كانت في السابق ملكًا للشراكات الزراعية التي أُجبرت على التخلي عن قسم من الأرض لهذه الغاية.
خُصخصت المخازن الصغيرة وأعمال البيع بالتجزئة بين 1990 و1994، إلا أن الاستثمارات في مجالات جديدة من قبل شركات التجزئة الأجنبية مثل تيسكو وكورا وإيكيا كان لها تأثير اقتصادي أكبر بكثير. خُصخصت العديد من المرافق العامة أيضًا ومن ضمنها شركة الاتصالات الوطنية ماتاف وتكتل الغاز والنفط الوطني بمجموعة إم أو إل وشركات إنتاج وتزويد التيار الكهربائي.
وعلى الرغم من بيع معظم المصارف للمستثمرين الأجانب إلا أن أكبر مصرف -مصرف الادخار الوطني (أو تي بي)- قد بقي ملكًا للمجر. بيعت 20% من الأسهم للمستثمرين المؤسساتيين الأجانب وأُعطيت لمنظمات الأمن الاجتماعي، واشترى الموظفون نحو 5% منها، وعُرض 8% منها في سوق صرف بودابست.

### اقتصاد المجر منذ عام 1990
تراجعت المؤشرات المالية للمجر بالوصول إلى عام 1995: تراجع الاستثمار الأجنبي بالإضافة إلى حكم المحللين الأجانب على الوضع الاقتصادي. ونظرًا للطلب العالي على البضائع المستوردة، عانت المجر أيضًا من عجز تجار كبير وفجوة في الميزانية، ولم تتمكن من تحقيق اتفاقية مع صندوق النقد الدولي. عيّن رئيس الوزراء لاهوس بوكروس وزيرًا للمالية في الأول من مارس 1995، وذلك بعد عدم وجود وزير للمالية لمدة تجاوزت الشهر. طرحَ سلسلة من تدابير التقشف (مجموعة بوكروس) في الثاني عشر من مارس عام 1995، والتي جاءت بالنقاط الآتية: تخفيض قيمة الفورنت بمقدار 9% لمرة واحدة فقط، وتقديم تخفيض مستمر للقيمة، و 8% رسوم جمركية إضافية على كل البضائع باستثناء موارد الطاقة، تقييد نمو الأجور في القطاع العام، وخصخصة مبسطة ومتسارعة.

## معرض صور

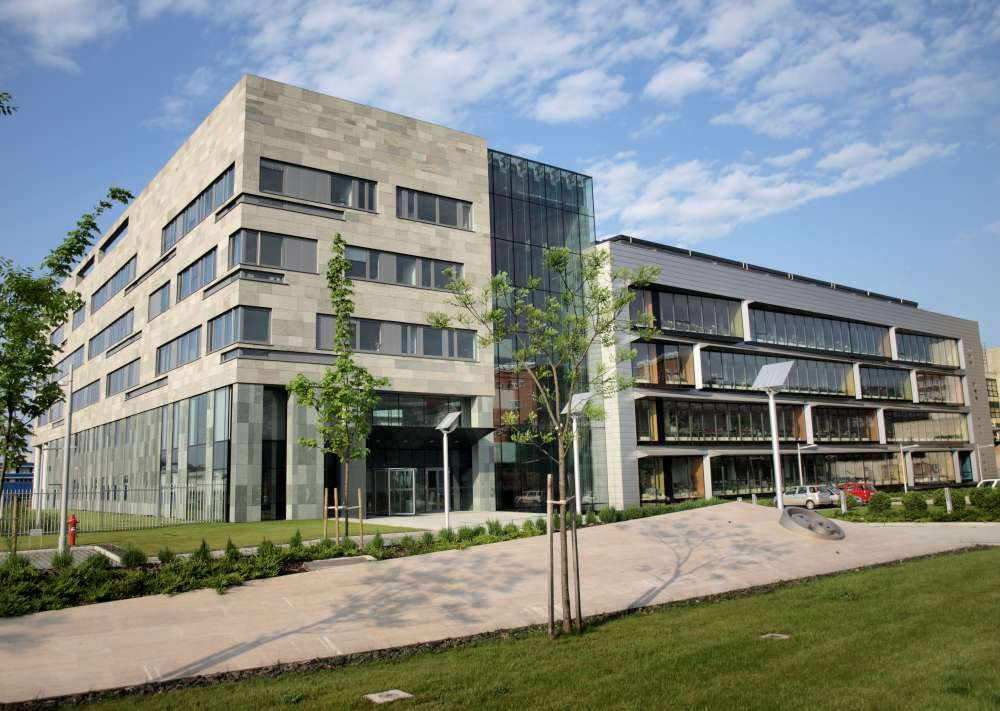
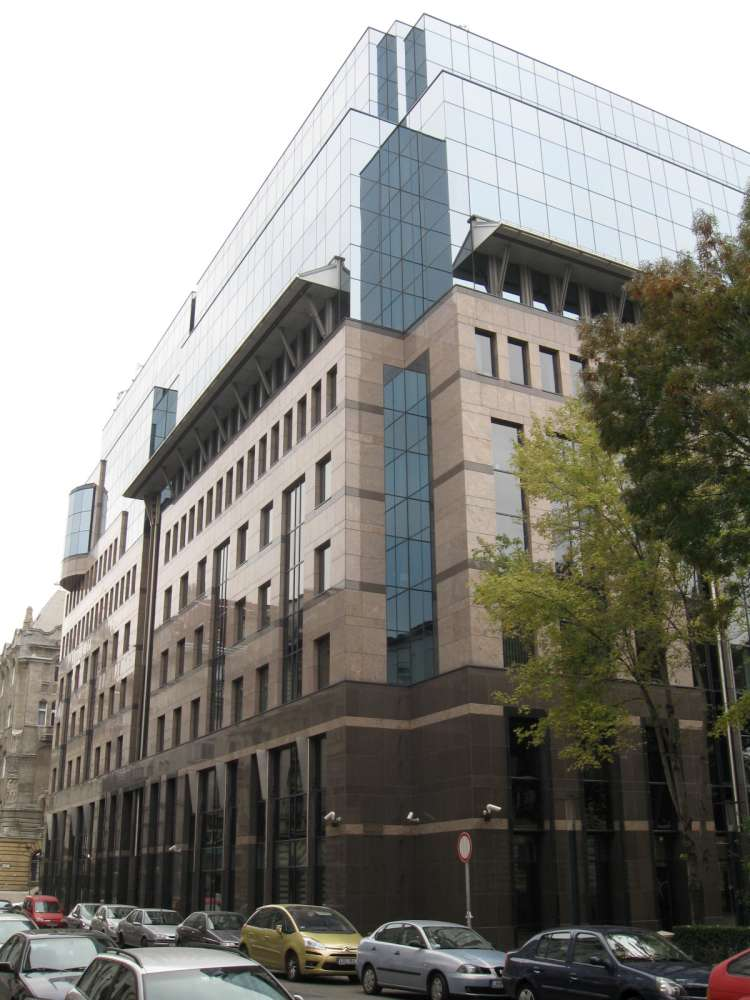
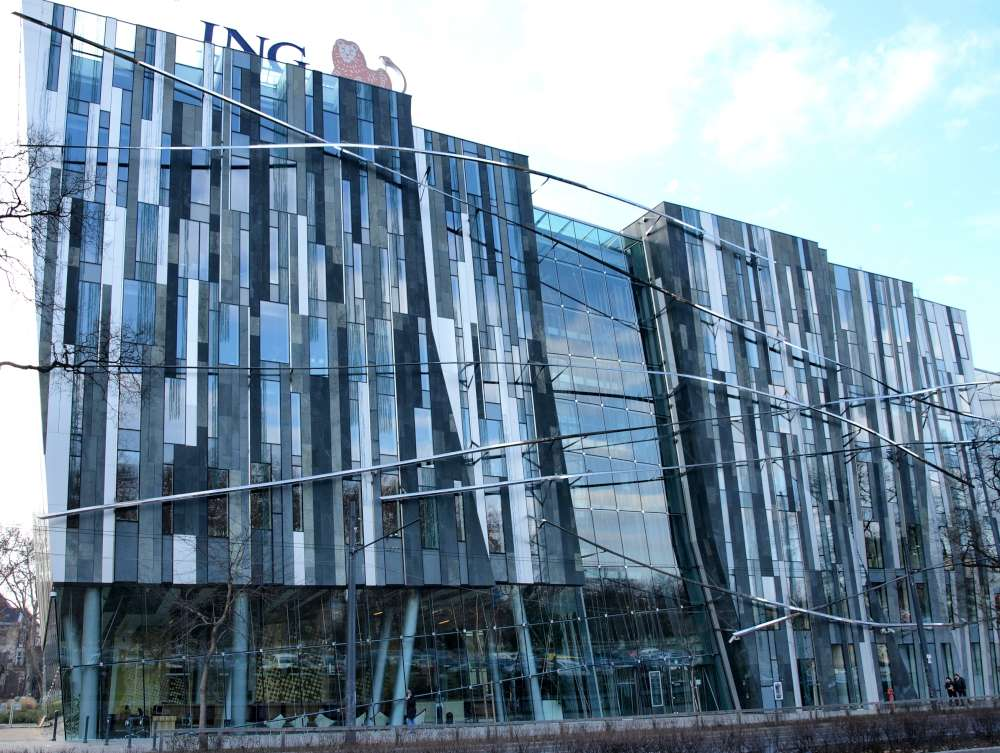
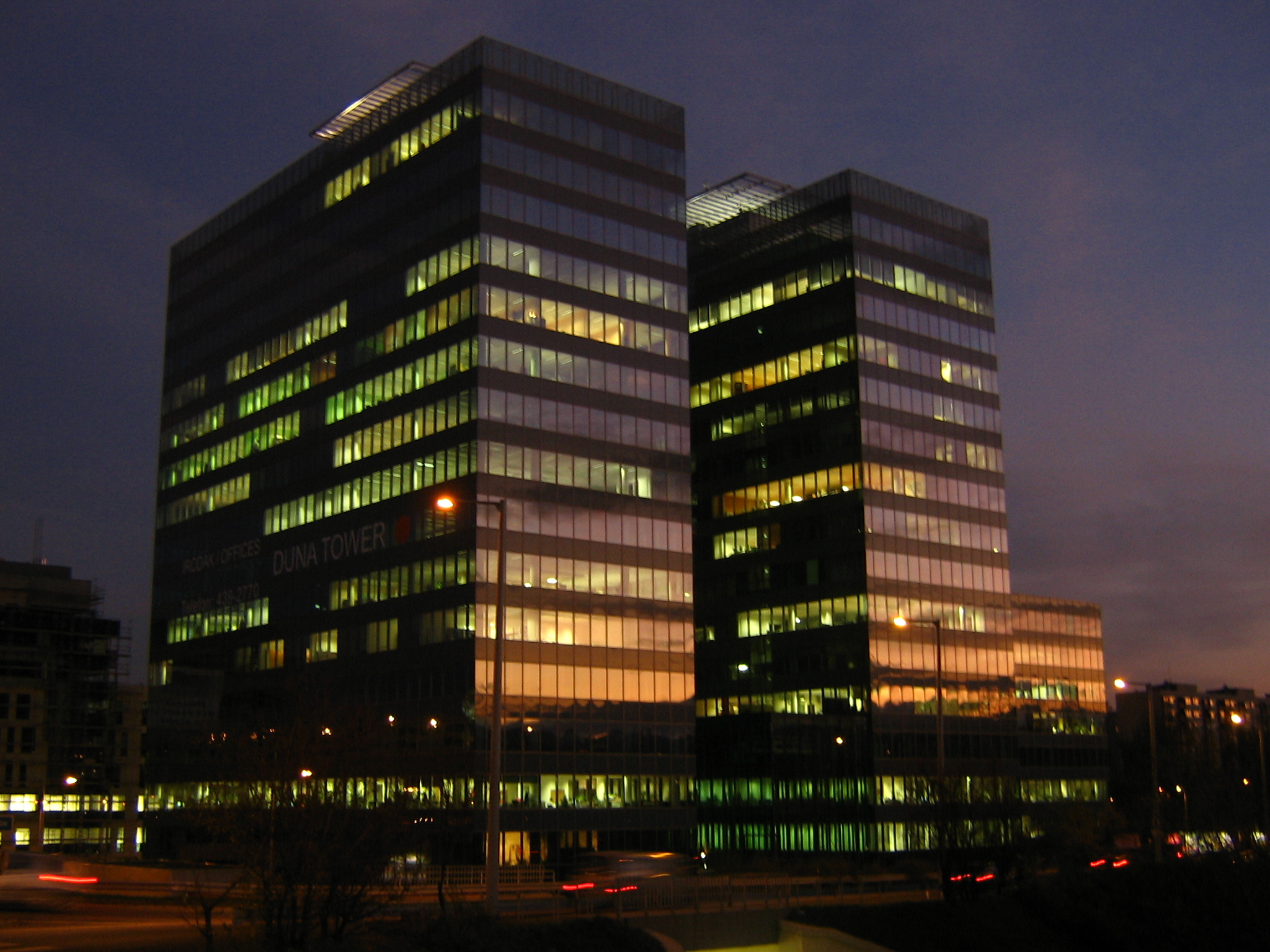